# Roberto Batres
Roberto Batres Díaz (Madrid, España, 8 de enero de 1986) es un exfutbolista español. Jugó 15 años en la cantera del Atl. Madrid,sufrió 5 operaciones graves de rodilla que le hizo retirarse con 27 años. Su último equipo fue el SD Huesca.
Tras su salida ficha en el mercado de invierno en el AGOVV Apeldorn holandés, para volver a España ese mismo año, en el verano de 2012, cuando estampó su firma en el contrato del CD Leganés. Su último club fue la SD Huesca, retirándose por lesión.

## Clubes
| Club                        | País    | Año                        |
| --------------------------- | ------- | -------------------------- |
| Club Atlético de Madrid "B" | España  | 2004-2009                  |
| Albacete Balompié           | España  | 2009-2010                  |
| Shanghái Shenhua            | China   | agosto 2010-diciembre 2010 |
| Club Atlético de Madrid "B" | España  | 2011                       |
| Club Deportivo Alcoyano     | España  | 2011                       |
| AGOVV Apeldoorn             | Holanda | 2012                       |
| Club Deportivo Leganés      | España  | 2012 - 2013                |
| Sociedad Deportiva Huesca   | España  | 2013-2014                  |